# Gran Premio de Francia de Motociclismo de 1954
El Gran Premio de Francia de Motociclismo de 1954 fue la primera prueba de la temporada 1954 del Campeonato Mundial de Motociclismo. El Gran Premio se disputó el 30 de mayo de 1954 en el Circuito de Reims.

## Resultados 500cc
Pierre Monneret no iba a competir en el TT Isla de Man, y se hizo la victoria por delante de su compañero de equipo de Alfredo Milani. Geoff Duke, que no necesitó las vueltas de entrenamiento adicionales, también lideró la carrera, pero cayó debido a problemas con el motor. Jacques Collot fue tercero en el podio, pero llegó dos vueltas por detrás. Un futuro campeón del mundo, Luigi Taveri, anotó los primeros puntos de su carrera en el Mundial.
| Pos.    | Piloto            | Moto      | Tiempo/Retirado | Puntos |
| ------- | ----------------- | --------- | --------------- | ------ |
| 1       | Pierre Monneret   | Gilera    | 1h 25' 29" 5    | 8      |
| 2       | Alfredo Milani    | Gilera    | +16" 5          | 6      |
| 3       | Jacques Collot    | Norton    | +2 Vueltas      | 4      |
| 4       | Luigi Taveri      | Norton    | +2 Vueltas      | 3      |
| 5       | Bob Matthews      | Norton    | +3 Vueltas      | 2      |
| 6       | Cyril Julian      | Norton    | +3 Vueltas      | 1      |
| 7       | Pierre Cherrier   | Norton    | +4 Vueltas      |        |
| 8       | Barry Stormont    | BSA       | +4 Vueltas      |        |
| 9       | Roland Gauch      | AJS       | +6 Vueltas      |        |
| 10      | Bruno Böhrer      | Horex     | +6 Vueltas      |        |
| 11      | Barry Haynes      | BSA       | +6 Vueltas      |        |
| 12      | Geoff Duke        | Gilera    | +7 Vueltas      |        |
| Ret     | Firmin Dauwe      | Norton    | Ret             |        |
| Ret     | Robin Fitton      | Velocette | Ret             |        |
| Ret     | Roy Godwin        | Norton    | Ret             |        |
| Ret     | William Hall      | Norton    | Ret             |        |
| Ret     | Jean-Pierre Bayle | Norton    | Ret             |        |
| Ret     | Brian Duffy       | Norton    | Ret             |        |
| Ret     | Alfredo Flores    | Norton    | Ret             |        |
| Ret     | Hans Haldemann    | Norton    | Ret             |        |
| Ret     | Reg Armstrong     | Gilera    | Ret             |        |
| Ret     | Charles Bruguière | AJS       | Ret             |        |
| Ret     | Rally Dean        | Norton    | Ret             |        |
| Ret     | Francis Flahout   | BMW       | Ret             |        |
| Ret     | Auguste Goffin    | Norton    | Ret             |        |
| Fuente: |                   |           |                 |        |

## Resultados 350cc
También en la carrera de 350cc todos los mejores pilotos se abstuvieron de participar y Pierre Monneret ganó, esta vez con una AJS 7R. El belga Auguste Goffin terminó segundo con una Norton Manx por delante de Bob Matthews con una Velocette KTT Mk VIII ya irremediablemente obsoleta.
| Pos.    | Piloto            | Moto      | Tiempo/Retirado | Puntos |
| ------- | ----------------- | --------- | --------------- | ------ |
| 1       | Pierre Monneret   | AJS       | 1h 17' 40" 7    | 8      |
| 2       | Auguste Goffin    | Norton    | +22" 5          | 6      |
| 3       | Bob Matthews      | Velocette | +23" 5          | 4      |
| 4       | Jacques Collot    | Norton    | +2' 31" 8       | 3      |
| 5       | Barry Stormont    | BSA       | +3' 17" 8       | 2      |
| 6       | Firmin Dauwe      | Norton    | +1 Vuelta       | 1      |
| 7       | Bill Hall         | Norton    | +1 Vuelta       |        |
| 8       | Robin Fitton      | AJS       | +1 Vuelta       |        |
| 9       | Brian Duffy       | Velocette | +1 Vuelta       |        |
| 10      | Jacques Insermini | Norton    | +1 Vuelta       |        |
| 11      | Don Whelan        | AJS       | +2 Vueltas      |        |
| 12      | Barry Haynes      | AJS       | +2 Vueltas      |        |
| 13      | Tommy Wood        | Norton    | +3 Vueltas      |        |
| 14      | Brugner           | AJS       | +5 Vueltas      |        |
| Fuente: |                   |           |                 |        |

## Resultados 250cc
En la carrera de 250cc, los mejores pilotos estaban allí, y casi todos ellos montaron en la renovado NSU Rennmax, que coparon los primeros puestos. Werner Haas ganó por delante de HP Müller y Rupert Hollaus. El más rápido Moto Guzzi Bialbero 250 (con Tommy Wood) llegó a dos vueltas. Una resultado que no fue sorpendente porque el Rennmax llegaba hasta los 39 caballos, mientras que el Guzzi Bialbero apenas producía 28.
| Pos. | Piloto              | Moto       | Tiempo/Retirado | Puntos |
| ---- | ------------------- | ---------- | --------------- | ------ |
| 1    | Werner Haas         | NSU        | 55' 06" 7       | 8      |
| 2    | Hermann Paul Müller | NSU        | +0" 3           | 6      |
| 3    | Rupert Hollaus      | NSU        | +34" 8          | 4      |
| 4    | Hans Baltisberger   | NSU        | +1' 57" 5       | 3      |
| 5    | Tommy Wood          | Moto Guzzi | +2 Vueltas      | 2      |
| 6    | Lanfranco Baviera   | Moto Guzzi | +3 Vueltas      | 1      |
| 7    | Pierre Collignon    | Moto Guzzi | +3 Vueltas      |        |
| 8    | Jean-Pierre Bayle   | Moto Guzzi | +3 Vueltas      |        |
| 9    | Rudi Meier          | Adler      | +3 Vueltas      |        |
| 10   | Hubert Luttenberger | Adler      | +3 Vueltas      |        |
| 11   | Réné Guerin         | Moto Guzzi | +4 Vueltas      |        |